# 衡陽王
衡陽王（こうようおう）は、中国における諸侯王の王号。
衡陽王に封じられた、あるいは称した人物には、以下の例が挙げられる。
- 劉義季（南朝宋）
- 蕭道度（南朝斉、追封）
- 蕭鈞（南朝斉）
- 蕭子坦（中国語版）（南朝斉）
- 蕭子峻（南朝斉）
- 蕭暢（南朝梁、追封）
- 蕭元簡（南朝梁）
- 蕭俊（南朝梁）
- 陳昌（南朝陳）
- 陳伯信（南朝陳）
- 馬希声（十国楚、追封）